# غيلبرت ديون
غيلبرت ديون هو لاعب هوكي الجليد كندي، ولد في 19 سبتمبر 1970 في درومونفيل في كندا.

## وصلات خارجية
- غيلبرت ديون على موقع دوري الهوكي الوطني (الإنجليزية)
- غيلبرت ديون على موقع EliteProspects.com (الإنجليزية)
- غيلبرت ديون على موقع Eurohockey.com (الإنجليزية)
- غيلبرت ديون على موقع HockeyDB.com (الإنجليزية)
- غيلبرت ديون على موقع Hockey-Reference.com (الإنجليزية)